# Juliánský kalendář
Juliánský kalendář je kalendář, který v roce 46 př. n. l. s platností od 45 př. n. l. zavedl Julius Caesar. Tento kalendář byl reformou starořímského kalendáře a byl koncipován jako sluneční kalendář s délkou roku 365 dní a každým čtvrtým přestupným rokem o 366 dnech.
Drobná úprava kalendáře (změna počtu dnů některých měsíců) proběhla za císaře Augusta. Juliánský kalendář se používal v kombinaci s různými letopočty, náš letopočet počítaný podle roku narození Ježíše Krista se rozšířil až asi v 8. století v oblasti západní církve. 
Průměrná délka juliánského roku je nepatrně delší než skutečný, tzv. tropický rok a tato odchylka posunuje kalendáře o jeden den každých přibližně 128 let. Narůstající odchylka způsobila posun původních dat slunovratu a rovnodennosti oproti astronomické skutečnosti. To vadilo zvláště při určování data Velikonoc, nejdůležitějšího křesťanského svátku, protože už neplatilo, že první úplněk po 21. březnu je prvním jarním úplňkem. Proto byla v 16. století provedena reforma papeže Řehoře XIII., po které se mírně upravený juliánský kalendář nazývá gregoriánský kalendář. Juliánský kalendář je dosud používán některými pravoslavnými církvemi.

## Vlastnosti kalendáře

### Nepřesnost kalendáře
Juliánský kalendář má průměrnou délku roku 365,25 dne, což je asi o 11 minut více, než je délka tropického roku (365,2422 dne). Tyto odchylky se rok od roku sčítají a za 128 let činí jeden celý den. Tím se posouvají data slunovratu a rovnodennosti a v důsledku toho (v delším časovém horizontu) i začátek ročních období.
Tento posun řeší gregoriánský kalendář, který prodloužením čtyřletého cyklu přestupných let na čtyřistaletý zpřesňuje průměrnou délku roku na 365,2425 dne.

### Pravidelnost kalendáře
Juliánský kalendář má jednoduché a přísně pravidelné střídání tří běžných a jednoho přestupného roku, což způsobuje jednak jeho nepřesnost, ale zároveň má výhodu jistých zákonitostí. Proto se i při počítání dat gregoriánského kalendáře používaly výpočty juliánského kalendáře doplněné o příslušnou korekci.
Díky pravidelnosti je stejný počet přestupných let v průběhu všech století. Proto v něm platí, že v pravidelném cyklu dvaceti osmi letech tzv. slunečního kruhu připadají dny v týdnu na stejná data roku. Dále v devatenáctiletém Metonově cyklu dosti přesně připadají epakta (měsíční fáze) na stejné dny v měsíci. Z náboženského hlediska má význam i to, že se Velikonoce stávají periodickými s periodou 532 let.

### Měsíce a přestupný den
Rozdělení na měsíce vzniklo historicky ze staršího římského kalendáře, jejich jednotlivé délky jsou částečně nahodilé, nejsou přímo odvozeny z délky lunárního měsíce nebo pravidelným dělením roku. Také vkládání dne navíc v přestupném roce je dáno historicky, původně to bylo 24. února po svátku Terminálií a později byl přesunut na konec února (29. únor). Vkládání přestupného dne doprostřed roku místo logičtěji na jeho konec komplikuje počítání dat včetně algoritmu pro výpočet dne v týdnu.

## Používání juliánského kalendáře

### Předpoklady
Římský kalendář v době republiky byl lunisolární a měl dvanáct lunárních měsíců a jeden den, dohromady 355 dnů. Pro vyrovnání délky roků s tropickým rokem se v přestupném roce vkládal 13. měsíc (mensis intercalarius, Mercedonius) „dovnitř“ měsíce Februaria – 5 dnů před jeho koncem. Jaká byla stanovena pravidla (např. vložený měsíc o 23 a 22 dnech každý druhý a čtvrtý rok) není z antických pramenů plně objasněné a navíc se pravidla často nedodržovala. Kalendář byl totiž v pravomoci kněží (pontifiků), kteří přestupný rok vkládali či nevkládali dle vlastní libovůle. Tak se stalo, že v době občanských válek na sklonku republiky došlo k vynechání měsíců a rok se zcela rozešel s tropickým.
Do kalendáře vnesl řád až Julius Caesar, který využil znalostí alexandrijských astronomů, kteří určili délku roku na 365,25 dne a navrhli i schéma vyrovnávání kalendáře – obyčejný rok měl mít 365 dnů a každý 4. rok měl být o 1 den delší (přestupný rok). Juliánský kalendář se tak stal kalendářem solárním, ale respektoval větší část římských zvyklostí (jako je počet dní jednotlivých měsíců), které tak vlastně přešly i do gregoriánského kalendáře.
Tento návrh je znám jako Kánobský kalendář nebo kalendář Kánobského dekretu. Alexandrijský učenec Sósigenes z Alexandrie pak provedl syntézu římského a alexandrijského kalendáře. Jména měsíců zůstala stejná, délky se změnily, Mercednius byl vypuštěn zcela a na jeho místo v měsíci Februariu měl být vkládán přestupný den. Podle římského dopředného počítání dnů následoval po 6. dnu před březnovými Kalendami – a tak ho nazvali dnem dvojšestým (dies bissextus Cal. Martiae). Odtud označení v ruštině visokos a visokosnyj god, ve francouzštině bissextile.

### Zavedení
Julius Caesar využil toho, že byl (kromě mnoha jiných funkcí) i Pontifikem maximem - neboli nejvyšším knězem s právem určovat délku roku. To mu umožnilo prodloužit poslední rok starého kalendáře tak, aby počátek nového kalendáře odpovídal předchozím zvyklostem, ale začátek roku přesunul z 1. března na 1. leden. Rok 708 A.U.C. (46 př. n. l.) pak byl prodloužen o 85 dní na 445 dní a byl proto nazýván rokem zmatků.

### Augustovy úpravy
Tím ale zmatky neskončily. Kněží, kteří se měli starat o počítání času, nepochopili pravidla juliánské reformy a vkládali přestupný den ne každý čtvrtý, ale již každý třetí rok. To bylo podle Macrobia způsobeno inkluzivním počítáním přestupných let. Kněží počítali poslední rok čtyřletého cyklu zároveň za první rok dalšího cyklu.
Tomu učinil přítrž císař Augustus roku 8 př. n. l. Rozhodl, že se nastřádaná nepřesnost odstraní tím, že se až do roku 8 n. l. nebudou přestupné roky zařazovat.
Za císaře Augusta dále proběhla menší změna v názvech a délkách měsíců. Tím byl porušen původní princip střídání měsíců po 31 a 30 dnech (únor v nepřestupných letech 29).
7. měsíc byl pojmenován po Caesarovi Julius, 8. měsíc pak po jeho nástupci Augustovi. Aby nový císařský měsíc nepatřil mezi kratší, byl prodloužen ze 30 na 31 dnů. 4 měsícům na konci roku se změnil počet dnů tak, aby se opět střídala jejich délka. Tím ale narostla délka druhého pololetí o jeden den. Chybějící den byl proto odebrán únoru.
Od doby panování císaře Augusta zůstal kalendář prakticky nezměněn až do konce 16. století, kdy začal postupný přechod na gregoriánský kalendář.

### Gregoriánská reforma
V roce 1582 se namísto juliánského kalendáře začal postupně používat kalendář gregoriánský, který zavedl papež Řehoř XIII. Tehdy došlo k postupnému opuštění juliánského kalendáře v římskokatolických zemích, nekatolické země sice přijímaly nový kalendář později, zejména pro odpor ke katolickému papežství. Přesto se poměrně rychle prosadil i zde (Čechy 6. ledna 1584, Slezsko 12. ledna 1584 a Morava 3. října 1584).
Největší odpor vyvolalo zrušení juliánského kalendáře u pravoslavné církve, která již v roce 1583 vydala sigillion k odmítnutí změn v kalendáři. Pravoslavné země tedy používaly ještě dlouhodobě juliánský kalendář. Některé z těchto zemí od jeho využívání upustily až ve 20. století (např. Rusko až v roce 1918). Poslední zemí, kde se juliánský kalendář používal, bylo Řecko (do roku 1923).
Do dnešní doby je juliánský kalendář využíván jako církevní kalendář pravoslavných církví.